# Palacio del Provveditore
El Palazzo del Provveditore, comúnmente conocido como Palacio Veneciano, fue un palacio real en Famagusta. Construido originalmente por los reyes Lusignan de Chipre, posteriormente fue modificado y utilizado como residencia oficial del gobernador durante el dominio veneciano. Las secciones centrales fueron completamente destruidas, quedando sólo su gran fachada y los muros del patio trasero.

## Historia
Los reyes de Lusignan utilizaron Famagusta como segundo lugar de residencia, además de Nicosia. El año exacto en que se construyó el palacio por primera vez sigue siendo incierto, sin embargo, la mayoría de los recursos han adoptado los años 1300-1302, según informó el funcionario genovés Lamberto di Sambuceto, quien utilizó el término "palacio del rey de Chipre" para referirse al edificio. El rey responsable de su construcción tampoco está claro. Camille Enlart ha propuesto a Enrique II.
Los venecianos renovaron en gran medida el palacio, junto con las murallas de la ciudad y otros espacios públicos. La fachada frontal y la trasera del palacio se cambiaron por completo. Arquitectónicamente, los elementos góticos fueron reemplazados por la arquitectura renacentista italiana. Esto ocurrió en el siglo XVI y las fechas precisas dadas por Selton y Hazard son 1552-1554.

La mayoría de las fuentes sostienen que las secciones centrales fueron destruidas durante el asedio de Famagusta en 1571, a pesar de que las descripciones otomanas del palacio en 1571 no mencionan ninguna destrucción. Las estructuras del palacio se utilizaron como cuartel militar, prisión y lugar para ejercicios militares durante el dominio otomano, lo que hizo que el edificio perdiera su importancia en el tejido urbano. No hay indicios de restauración durante este tiempo. Durante el dominio británico, el edificio se utilizó durante algún tiempo como prisión y cuartel general de la policía. A mediados del siglo XX, las estructuras restantes fueron evacuadas, algunas partes se convirtieron en el Museo Namık Kemal Dungeon y el patio se utilizó para exhibir equipo militar.  En el patio se exponen actualmente algunos cañones modernos, balas de cañón y "trozos de una gran columna de granito".

## Arquitectura
El palacio es un raro ejemplo de arquitectura renacentista en Chipre. Lo que se conserva es la fachada frontal, con sus tres arcos y un escudo en el arco central, un "brazo" adosado a éste hacia el sureste, una capilla y un muro en forma de L en el fondo del patio. El arco de la fachada está hecho de material procedente de Salamina : de allí proceden tanto las columnas como las piedras.
Detrás de la fachada hay varios arcos paralelos a ella y, en comparación, son muy sencillos. Se ha propuesto que se trate de restos del palacio original de Lusignan. En el "brazo" adjunto se encuentran pequeñas habitaciones que dan al patio y que han sido utilizadas como cárceles o arsenales y tiendas accesibles desde la calle en la planta baja, una estructura de la época otomana utilizada por el Departamento de Antigüedades y algunas estructuras construidas a mediados del siglo XX. Las bóvedas de crucería y los muros de más de un metro de espesor en algunas de las tiendas indican elementos anteriores al dominio veneciano en estas estructuras.
Hay constancia de que la capilla ha sido modificada con el tiempo. La capilla fue utilizada como museo hasta 1974 y fue restaurada entre 1930 y 1950. Las paredes en forma de L datan de la época veneciana. Enlart ha propuesto que partes de esto pueden haber rodeado un gran salón.
No se sabe mucho sobre las partes destruidas. Trabajos del Departamento de Antigüedades han demostrado la presencia de cisternas. Grabados y el relato de un viajero del siglo XV indican que el palacio tenía dos plantas, aunque la entrada actual sólo tiene una planta. En un grabado de 1571 se muestra un balcón en la parte delantera del palacio.